# Coalition pour la vie et la famille
La Coalition pour la vie et la famille (CPVF) est un ancien parti politique européen.
Son nom anglais est Coalition for Life and Family[réf. nécessaire]. Elle se présente comme promouvant les valeurs familiales traditionnelles, parmi lesquelles elle place l'opposition à l'avortement et à l'homosexualité. La CPVF a obtenu son statut  de parti politique européen en 2017, puisque le parti avait 8 membres de parlements nationaux ou régionaux (il en faut 7), issus de 7 pays différents (il en faut également 7).
Les membres fondateurs de la CPVF sont le Belge Alain Escada, l'écrivain français François-Xavier Peron, et l'Italien Stefano Pistilli.

## Membres
La CPVF n'a pas de membre au Parlement européen, ses membres nationaux ou régionaux sont,:
- Autriche : Martina Schenk (de)
- Grèce : Christos Rigas de l'Union patriotique grecque populaire
- Italie : Daniela Ruffino (it)
- Lettonie : Mihails Zemļinskis, ancien joueur de football
- Lituanie : Petras Gražulis
- Pologne : Robert Winnicki
- Slovaquie : Martin Beluský (pl)
- Espagne : Angel Sainz Ruiz (d).

La dotation européenne pour 2017 est de 299 109 euros.

## Controverses
Une enquête du journal Le Monde laisse entendre que la CPVF n'aurait d'autres buts – avec d'autres micro-partis d'extrême-droite – que de toucher des subventions du Parlement européen,. Cet état de fait motive notamment une intervention de Manfred Weber, député européen allemand.